# Beaumont (Hainaut)
Pour les articles homonymes, voir Beaumont.
Beaumont (en picard : Biômont) est une ville francophone de Belgique située en Région wallonne dans la province de Hainaut.

## Géographie
La ville compte un peu plus de 9 700 hectares. La commune est constituée des sections de Barbençon, Beaumont, Leugnies, Leval-Chaudeville, Renlies, Solre-Saint-Géry, Strée et Thirimont. Cette commune de la Botte du Hainaut, limitrophe de la France, est plus proche des villes françaises d'Avesnes-sur-Helpe, de Jeumont et de Maubeuge que de Mons, chef-lieu de la province.

### Sections de commune
| # | Nom               | Superf. (km²) | Habitants (2020) | Habitants par km² | Code INS |
| - | ----------------- | ------------- | ---------------- | ----------------- | -------- |
| 1 | Beaumont          | 6,97          | 1.925            | 276               | 56005A   |
| 2 | Barbençon         | 17,89         | 887              | 50                | 56005B   |
| 3 | Renlies           | 14,21         | 535              | 38                | 56005C   |
| 4 | Solre-Saint-Géry  | 17,58         | 740              | 42                | 56005D   |
| 5 | Leugnies          | 8,55          | 369              | 43                | 56005E   |
| 6 | Leval-Chaudeville | 3,86          | 473              | 123               | 56005F   |
| 7 | Thirimont         | 12,31         | 677              | 55                | 56005G   |
| 8 | Strée             | 12,11         | 1.559            | 129               | 56005H   |

### Communes limitrophes
|  | Erquelinnes Merbes-le-Château Thuin |                        |
|  | Beaumont                            | Walcourt Froidchapelle |
|  | Sivry-Rance                         |                        |

## Démographie

### Démographie: avant la fusion des communes
- Source: DGS recensements population

### Démographie: commune fusionnée
En tenant compte des anciennes communes entraînées dans la fusion de communes de 1977, on peut dresser l'évolution suivante:
Les chiffres des années 1831 à 1970 tiennent compte des chiffres des anciennes communes fusionnées.
- Source: DGS , de 1831 à 1981=recensements population; à partir de 1990 = nombre d'habitants chaque 1 janvier[3]

## Histoire

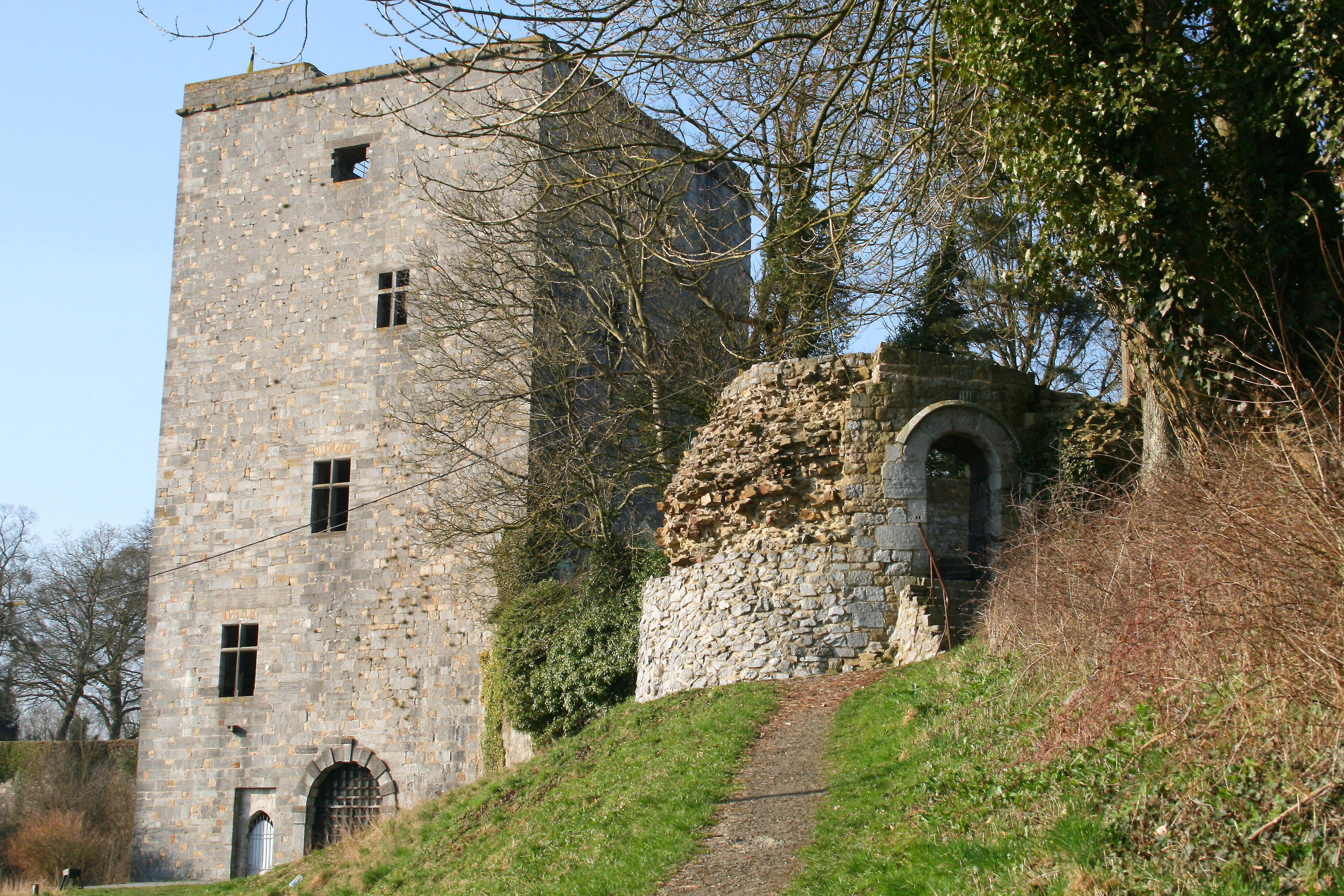
Beaumont, la poterne et la tour « Salamandre ».

Ville-étape, Beaumont est célèbre pour sa Tour Salamandre (qui fut brûlée par les Français en 1655 et les Anglais en 1691), ses macarons, mais aussi pour sa légende des Trois Auvergnats : En août 1549, le comte Charles II de Croÿ reçoit, en son château de Beaumont l'empereur Charles Quint. Les trois larrons, ne le reconnaissant pas, lui auraient manqué de respect. Une heure après leur arrivée en ville, l'empereur les aurait fait pendre. D'où la maxime, « Beaumont, ville de malheur. Arrivés à midi, pendus à une heure ». Cette légende fait l'objet d'une reconstitution historique tous les cinq ans,.
Au XVIe siècle, la seigneurie de Beaumont est détenue par la famille de Croÿ. En janvier 1518, la baronnie de Beaumont est érigée en comté, par lettres données à Saragosse, au profit de Guillaume de Croÿ, chevalier de la Toison d'Or, marquis d'Aerschot, seigneur de Chièvres et de Beaumont, premier chambellan du roi Charles de Castille. Le comté comprend les villes, terres, seigneuries de Beaumont, Fumay, Revin, Rausse, avec celles du Val, de  Thirimont, Bersillies-l'Abbaye, avec les bois de Martinpret et de Goulot.
En août 1914, Beaumont voit passer près de 100000 soldats qui se dirigent vers la Sambre où vont se dérouler de terribles combats.

## Armoiries
|  | Blason de Beaumont. Il avait été originellement octroyé le 26 juin 1822. Aucune donnée n'a été retrouvée. Il a de nouveau été octroyé le 30 juin 1838 et le 5 septembre 1978. Beaumont avait déjà un château au XIe siècle et reçut ses droits de cité en 1246. Dans le même temps, un sceau a été créé montrant un château fortifié. Les armoiries étaient basées sur ce sceau et étaient utilisées depuis le XVe siècle. Elles avaient été originellement octroyées en 1822 et n'ont pas changé depuis lors, bien que le blasonnement soit devenu plus détaillé après les fusions de 1977. Blasonnement : De gueules à un château d'argent ouvert du champ, la herse levée, doublement crénelé, soutenant un bâtiment en retrait ajouré au toit en bâtière, le portail accosté de deux tourelles à deux étages, ajourées, couvertes en poivrière et accompagné à dextre et à senestre d'une tour en saillie, à deux étages ajourés, la toiture desdites tours prolongées d'une bâtisse vue en perspective et appuyée au pignon central. L'écu sommé d'une couronne d'or à cinq fleurons. - Délibération communale : 27 avril 1977 - Arrêté royal : 5 septembre 1978 - Moniteur belge : 21 septembre 1978 |

## Politique et administration

### Conseil et collège communal 2024-2030
Ci-dessous, le tableau des résultats des élections communales de 2024.
| Parti | Parti | Voix (2024) | Voix (2018) | % (2024) | % (2018) | +/-     | Sièges  | +/- | Collège |
| ----- | ----- | ----------- | ----------- | -------- | -------- | ------- | ------- | --- | ------- |
|       | PS    | 376         | -           | 7,80%    | -        | 0.0 %   | 0 / 19  | 0.0 | Non     |
|       | MR    | 545         | -           | 11,30%   | -        | 0.0 %   | 1 / 19  | 1.0 | Non     |
|       | ICI   | 3.901       | 3.123       | 80,90%   | 65,49%   | 15.41 % | 18 / 19 | 4.0 | Oui     |
|       | PP    | -           | 118         | -        | 2,47%    | 0.0 %   | - / 19  | 0.0 | Non     |
|       | ARC   | -           | 887         | -        | 18,60%   | 0.0 %   | - / 19  | 3.0 | Non     |
|       | UNI   | -           | 641         | -        | 13,44%   | 0.0 %   | - / 19  | 2.0 | Non     |
| Total | Total | 4 822       | 4 769       | 100 %    | 100 %    |         | 19      |     |         |

| Collège communal  |                      |                                               |
| ----------------- | -------------------- | --------------------------------------------- |
| Bourgmestre       | Bruno Lambert        | Les Engagés - Intérêts Communaux Indépendants |
| 1er Échevin       | Pierre-Émile Tassier | Les Engagés - Intérêts Communaux Indépendants |
| 2e Échevin        | Thibaud Lecut        | Intérêts Communaux Indépendants               |
| 3e Échevine       | Christine Mormal     | Les Engagés - Intérêts Communaux Indépendants |
| 4e Échevine       | Florine Devergnies   | Intérêts Communaux Indépendants               |
| Président du CPAS | Florent Descamps     | Intérêts Communaux Indépendants               |

### Liste des bourgmestres
- Charles Dupuis, de 2007 à 2018, (CDH).
- Bruno Lambert, de 2019 à aujourd'hui, (CDH-Les Engagés).

## Patrimoine et culture locale

### Patrimoine architectural

#### Beaumont
- La tour Salamandre XIe siècle avec son Musée d'Histoire et d'Artisanat[12],
- La chapelle Saint-Julien l'Hospitalier, bâtie à la fin du XVIe siècle et relevée par écroulement en 1713, située à flanc de coteau, entre les remparts de la ville et la Hantes[13].
- Ancien grand moulin banal de Beaumont, reconstruit au début du XVIIe siècle par Charles de Croÿ. Situé au creux de la vallée de la Hantes, bâtiment de la 1re moitié du XVIIe siècle, qui s'intègre à un site remarquable, dominé par la tour Salamandre à l'est et au sud par la chapelle Saint-Julien[14].
- L'église Saint-Servais, construite de 1774 à 1778, par l'architecte Merlin en style classique[15].
- Les remparts de la ville, entourant la ville ont été construits au XIIe siècle par Baudouin IV le Bâtisseur, de 2 360 m environ de longueur, ils étaient flanqués d'une trentaine de tours rondes et s'ouvraient par trois portes et une poterne. En 1691 les troupes du roi d'Angleterre font démanteler les fortifications et en 1720, la partie supérieure de certaines tours menaçait de s'écrouler et ont dû être démolies[16],
- Le château des Caraman-Chimay[17], au milieu du XIe siècle, une forteresse aurait été édifiée par la comtesse Richilde, épouse de Baudouin 1er de Flandres. La construction d'un château Renaissance est entreprise par Philippe de Croÿ et poursuivie par son fils Charles sur l'emplacement d'une demeure médiévale à une centaine de mètres à l'arrière du château actuel. Incendié en 1655 et endommagé en 191 puis ruiné au cours des siècles, il ne subsiste que le porche d'entrée. Propriété des Croÿ aux XVIe et XVIIe siècles, des Hennin-Liénard et puis d'Alsace à la fin du XVIIe siècle, le domaine échoit en 1804 aux Caraman-Chimay. En 1805, une maison achetée et aménagée en style néogothique par Maurice de Riquet de Caraman constituait la partie centrale du château construit en 1845. En 1930, le domaine fut acheté par E. Servais, directeur d'usines, et en 1937 par les sœurs de Paridaens qui y établirent une école[18], qui est actuellement l'Institut Trinité Notre-Dame.
- Ancienne maison du Bailli, remontant au XVIe siècle, remaniée aux XIXe et XXe siècles[19].
- Hôtel de ville, construit en 1853 à 1855 en style néo-classique à l'emplacement de la maison de ville construite en 1548 par Jacques Dubœucq[20].

#### Barbençon
- L'église Saint-Lambert,
- Les chapelles (17/18/19e s.),
- L'ancien château (ruines).

#### Renlies
- Un retable de 1530.

### Spécialité
Une des spécialités de Beaumont est un macaron dont la recette aurait été donnée par un cuisinier de Napoléon, qui logea sur place le 14 juin 1815 avant de se rendre à Waterloo.
Proverbe célèbre à Beaumont : « Ville de Beaumont, ville de malheur : arrivé à midi, pendu à une heure ». Cette phrase aurait été prononcée par un des trois chaudronniers auvergnats qui auraient molesté l'empereur Charles Quint lors de sa venue à Beaumont en août 1549.

## Galerie photos

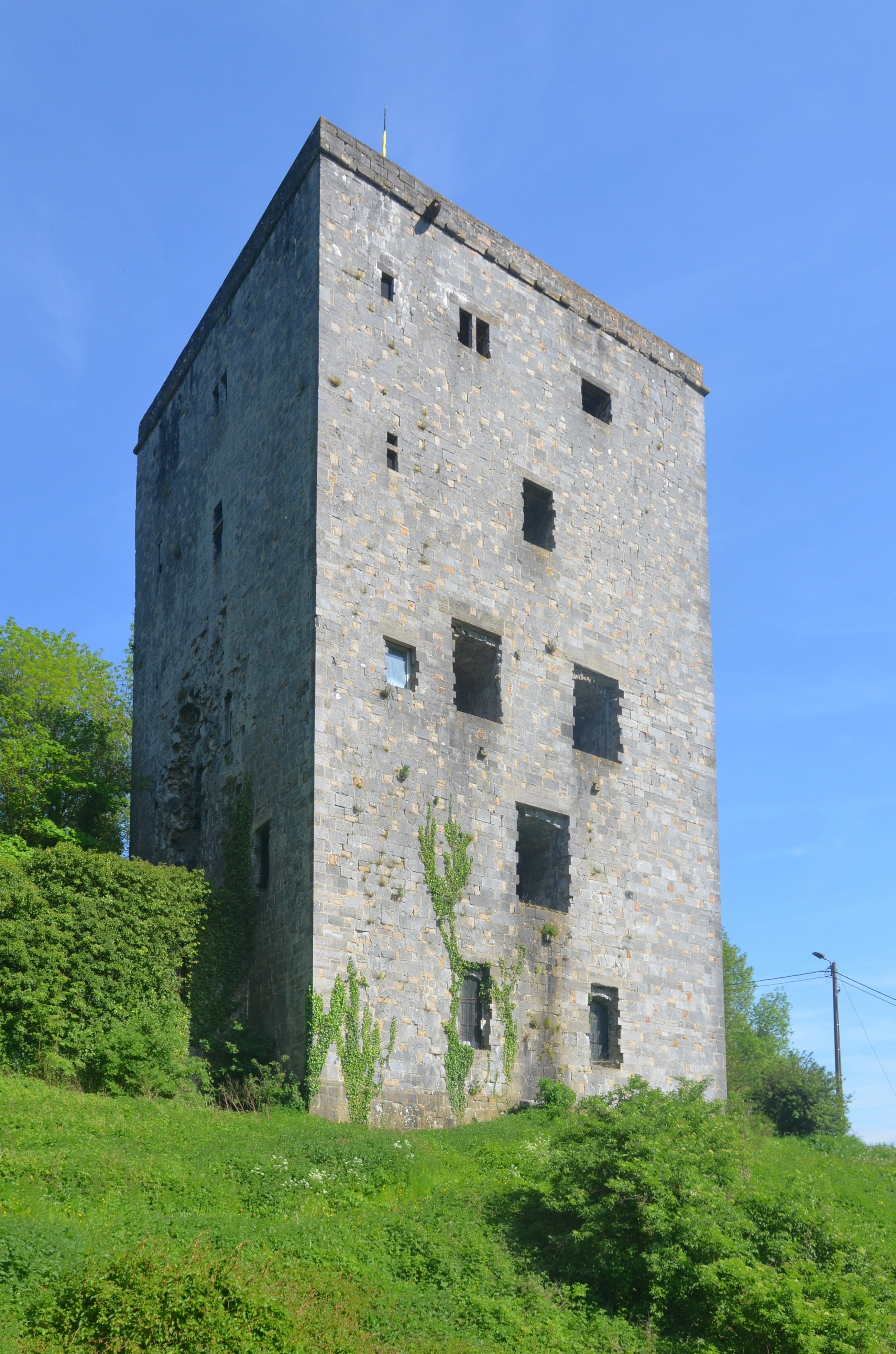
Les murs ouest et sud de la tour Salamandre.
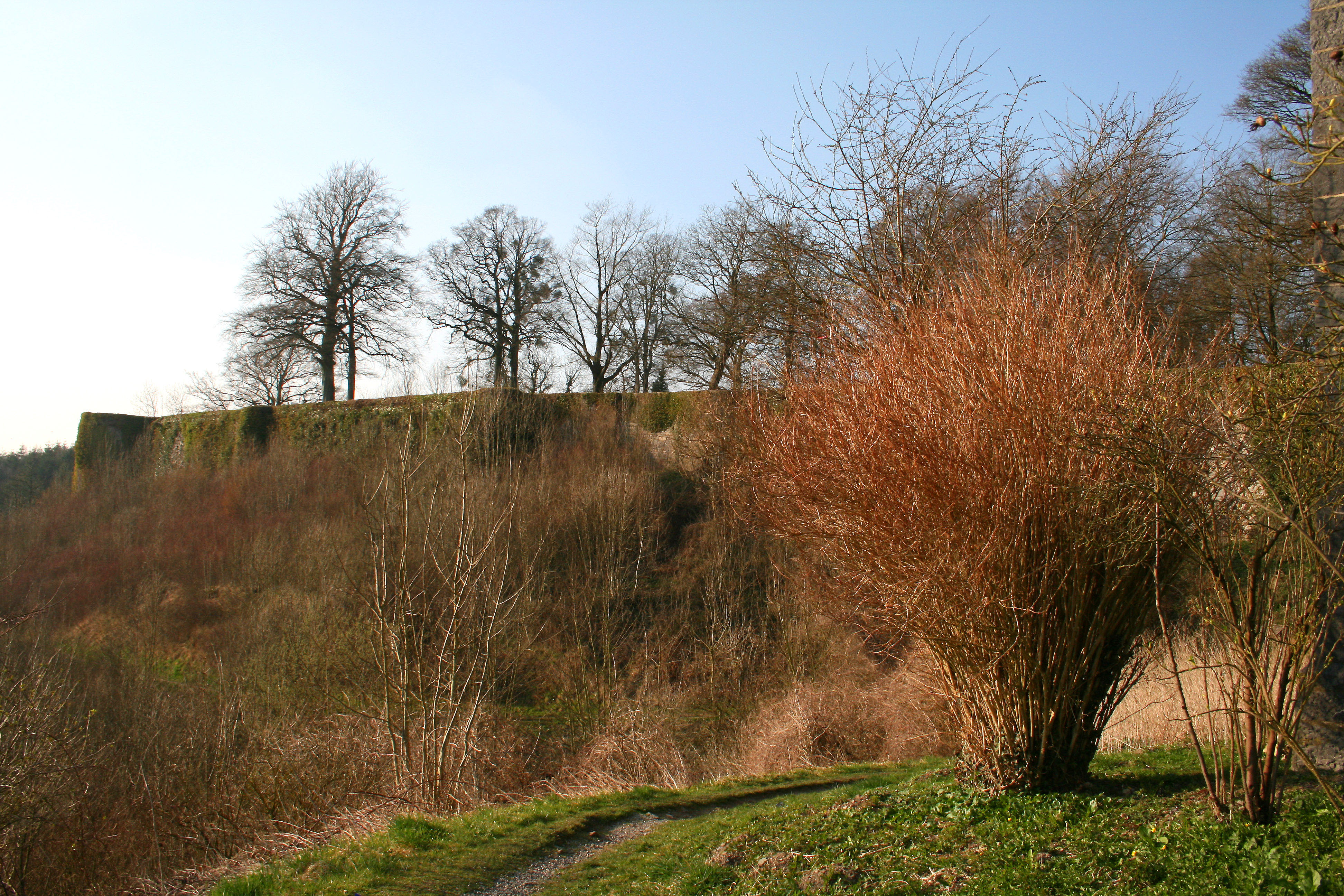
Les remparts.
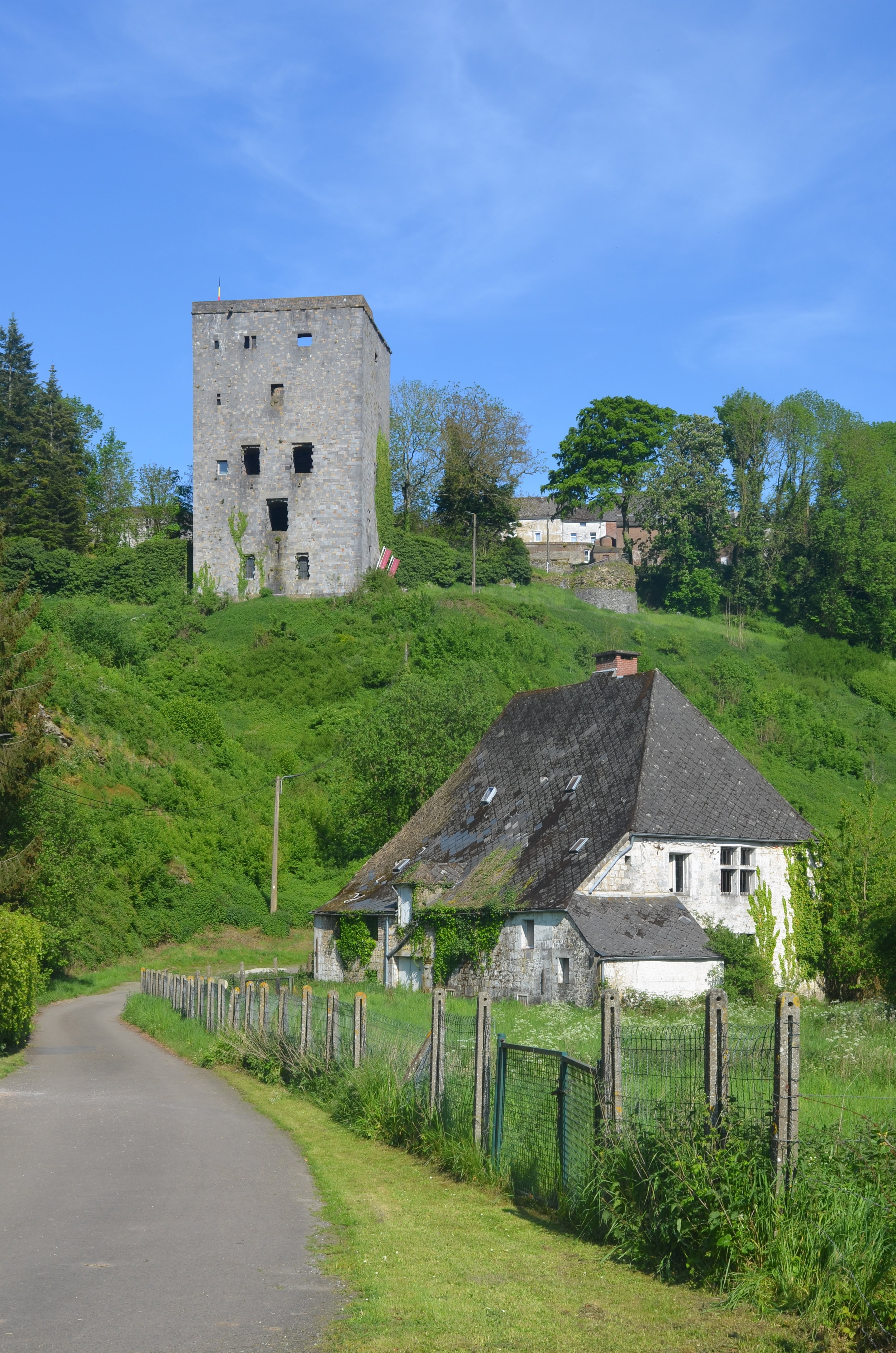
Le moulin banal et la tour Salamandre.
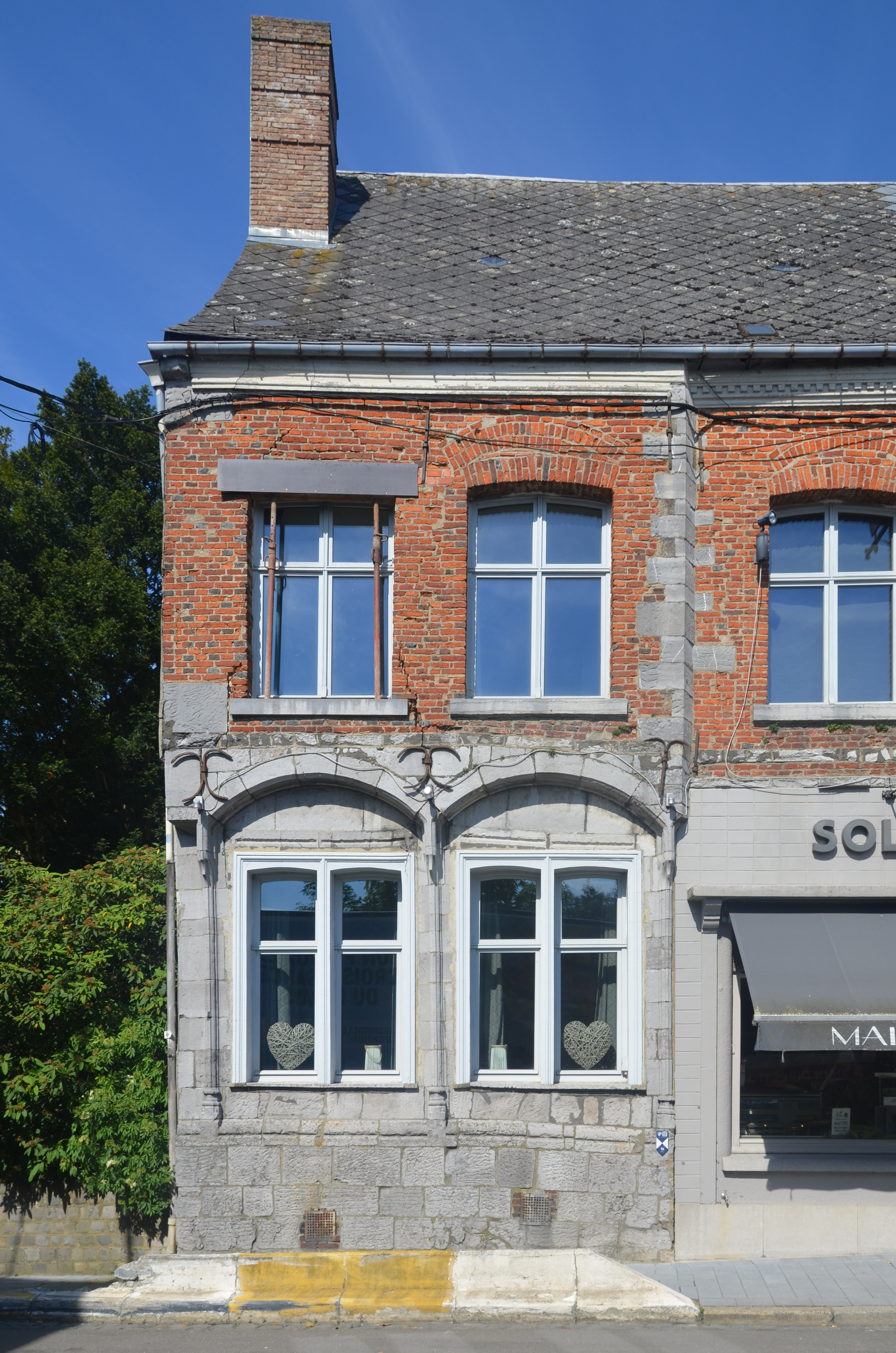
Ancienne maison du bailli.
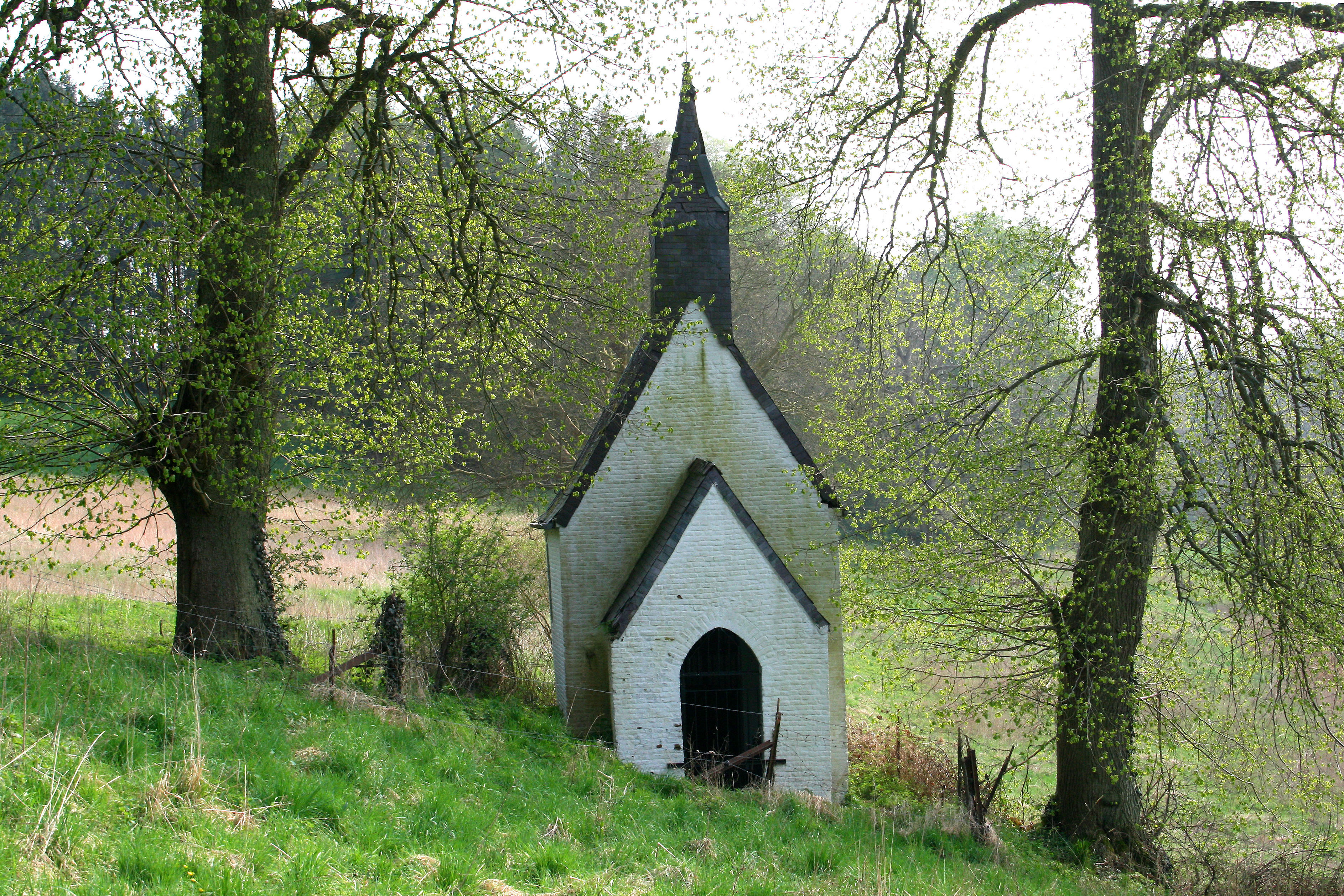
La Chapelle Saint-Julien l'Hospitalier.
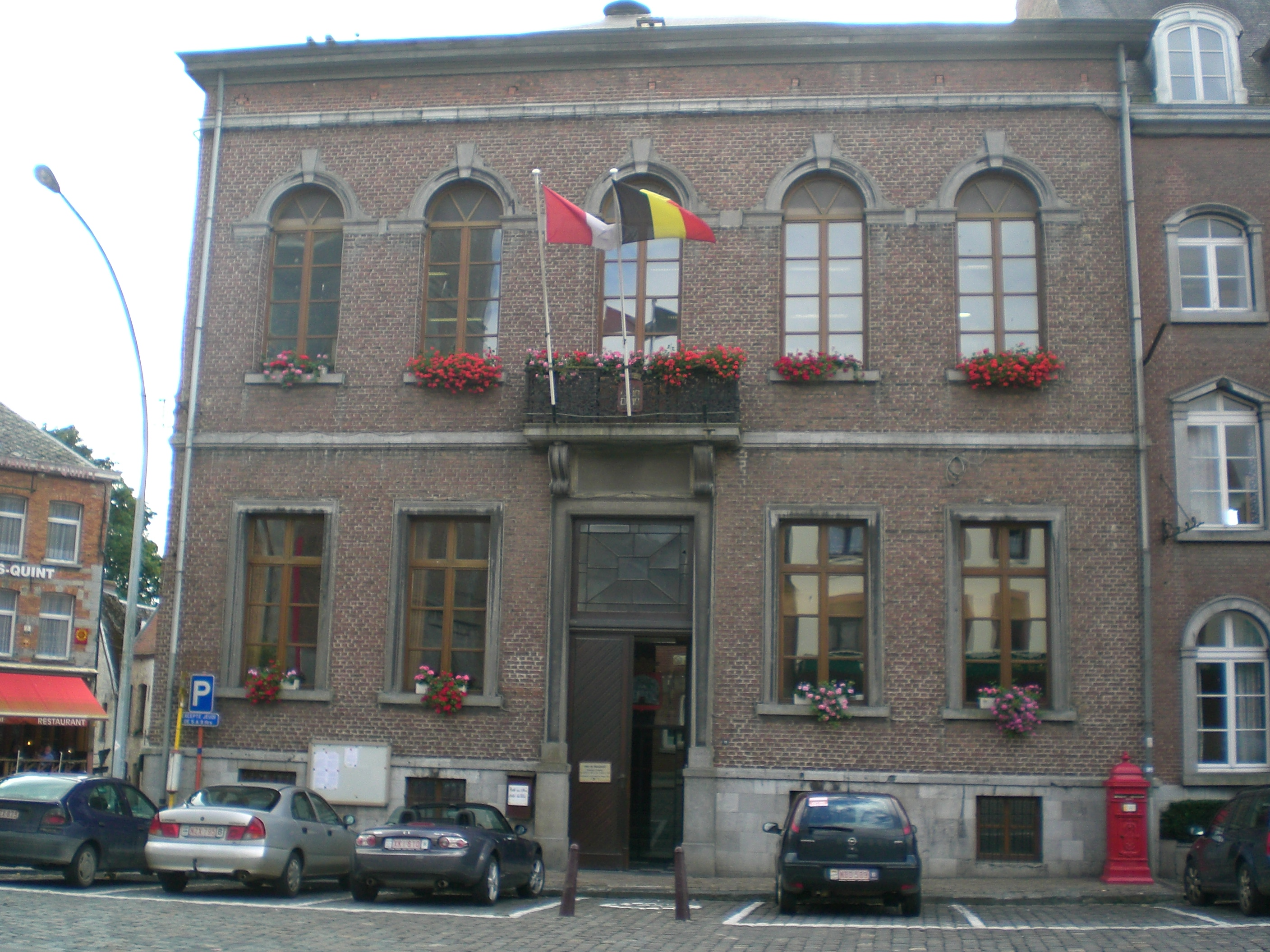
Maison communale.
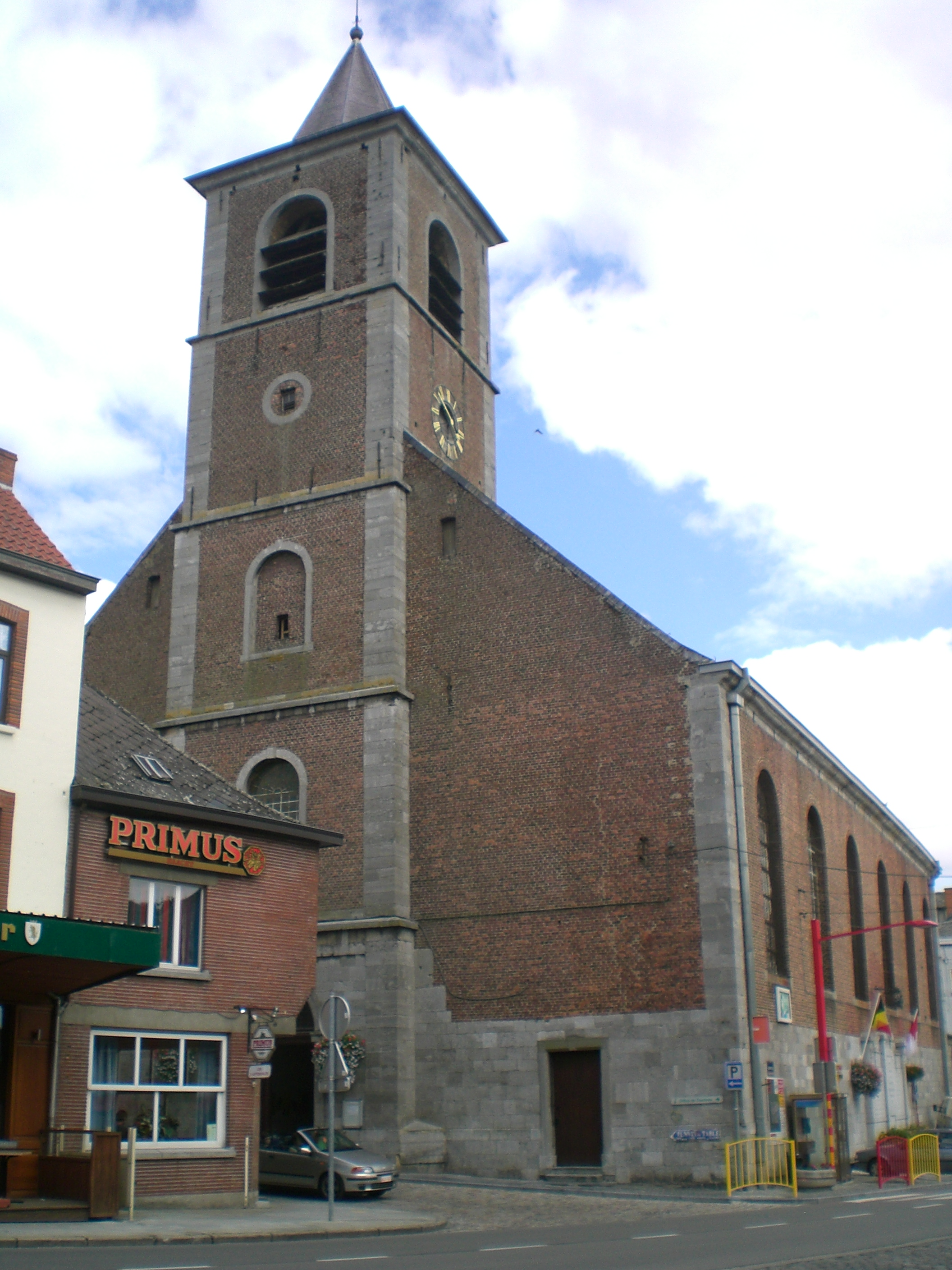
Église Saint-Servais.
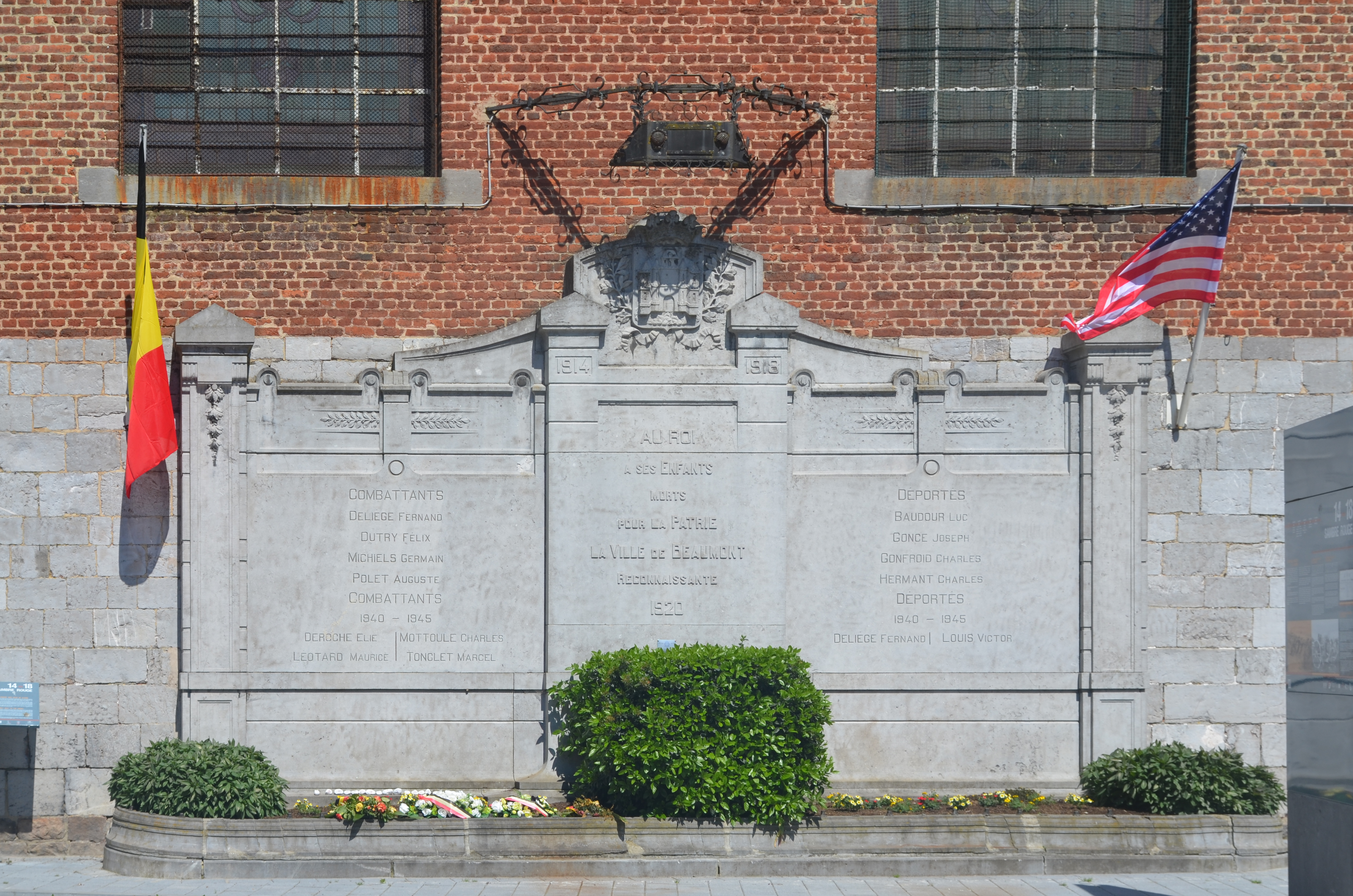
Monument aux Morts.

## Personnalités liées à la ville
- Philippe François Joseph Saladin, vicaire d'Ascq et d'Halluin, curé de La Madeleine, né à Beaumont (Belgique) le 16 octobre 1740 et assassiné à La Madeleine le 29 avril 1792 alors qu'il tentait de fuir en Belgique déguisé en femme ; il fut pendu à la lanterne du coin de la rue des Jardins[22].
- Fernand Jacquet, as de l'aviation belge durant la Première Guerre mondiale, décédé à Leval-Chaudeville (Beaumont) le 7 octobre 1947.